# 薔薇刑
『薔薇刑』（ばらけい）とは、写真家・細江英公撮影による、三島由紀夫を被写体とした裸体写真集。「序曲」「市民的日常生活」「哂う時計あるいは怠惰な証人」「さまざまな瀆聖」「薔薇刑」の5章から成り、96枚の写真が収められている。合成技術と様々な道具立てによる幻想的・耽美的な側面と、オブジェとしての肉体に焦点を当てるという側面とを兼ね備えた作品で、頁をめくるうちに、「ある漠然としたストーリー」が見る者に想起されるように構成されている。1963年（昭和38年）3月25日に集英社より刊行され、「日本写真批評家協会」作家賞を受賞。超現実的でマゾヒスティックな構図の数々の写真が載ったこの奇書は、国内だけでなく海外でも大きな話題を呼んだ。

## 作品成立・背景
三島由紀夫は、細江英公が1961年（昭和36年）に刊行した写真集『おとこと女』（舞踏家・土方巽を撮影したもの）を見て絶賛し、三島自身の評論集『美の襲撃』（1961年11月）の口絵写真か表紙を、講談社の編集者・川島勝を通じて細江英公に依頼することにした。川島に連れられて細江が助手の森山大道と共に9月13日に三島邸を訪問した際、裸で日光浴をしていた三島が慌てて服を着ようとすると、細江がそのままでいいと言いながら、ゴムホースを探してきて三島を撮影したことが、写真集へのきっかけとなった。三島は、ゴムホースを巻かれて撮影された時のことを以下のように語っている。
このような経緯で、1961年（昭和36年）9月13日から約半年間にわたり十数回ほどの撮影を重ねて、『薔薇刑』刊行に至った。三島は、「細江氏のカメラの前では、私は自分の精神や心理が少しも必要とされてゐないことを知つた。それは心の躍るやうな経験であり、私がいつも待ちこがれてゐた状況であつた」と語っている。
撮影場所は、おもに東京都大田区南馬込の三島邸で、その他目黒区の舞踏家土方巽の稽古場「アスベスト館」や、江東区亀戸の廃工場跡、港区青山教会跡地の建築工事現場など。協力モデルは土方巽と女優の江波杏子、土方夫人の元藤燁子。三島は自邸での撮影に際し、「家族の教育上よくない」との理由により、瑤子夫人と長女の紀子（当時2歳）を、文京区目白台にある夫人の実家に里帰りさせていた。そして家族の写真は一切撮影を許さなかったという。
亀戸の廃工場跡の一角で人目を避けて撮影していた時、三島は褌だけ、江波杏子は下半身がジーンズで、上半身はブラジャーだけの姿であったが、あれこれとポーズを取っていると突然、「ヒャー、いいぞ！　いいぞ！」と囃し立てる喚声が上がり、びっくりして見上げると、隣の工場の二階の窓から鈴なりの人々が見ていたという。三島は、「身の置き処を失つた。むかうはエロ映画でも撮つてゐると思つたにちがひない」と羞恥体験を語っている。
モデルの奇怪なポーズのアイデアはほとんど細江英公によるものであったが、細江はモデルとしての三島について、「三島さんは映画にもお出になったが、俳優というよりもすばらしいモデルです。そのままでいて下さいといえば、一分間ぐらいはまばたきもしない。こんな人はいません、日本一のモデルですよ」と述べている。三島は写真集の意義について以下のように語っている。

## 発表経過・復刻
1962年（昭和37年）1月5日、銀座松屋で開催された若い写真家のグループ展「NON」展に、「薔薇刑」というタイトルで写真20点が出品された。この「薔薇刑」という名は、三島が複数挙げた候補名（「受苦のエスキース」「男と薔薇」「悪夢遁走曲」「受難変奏曲」「死と饒舌」「薔薇刑」）の中から細江が選んだもので、出版本のタイトルも三島により、この命名にした。そして翌年1963年（昭和38年）3月25日に集英社より杉浦康平の装幀で写真集『薔薇刑』が刊行された。当時の定価は3,500円だったが、その後、稀覯書として国際的に評価が上がり、2003年（平成15年）の段階で古書値は数十万円の高値となった。
海外からの強い再版の要望により、三島の新たな付記を加え、1971年（昭和46年）に横尾忠則の装幀による『薔薇刑 新輯版』が集英社より刊行された。この本は三島事件の翌年の刊行となり（打ち合わせは三島の生前にされたもの）、これも古書で約十数万円台する。写真集を入れる函を開くと、横尾デザインの三島の涅槃像のインド的な絵が現れる。
1984年（昭和59年）にも集英社より粟津潔装幀による『薔薇刑・新版』（ISBN 408532019X）が刊行されたが、これは古書で約2 - 3万円台である。21世紀初頭に出された、同じ装幀の『英語版 薔薇刑』の方が、ネットなどでは購入しやすい。
完全復刻版は、2008年（平成20年）11月に細江の署名入りで日本版と海外版で各500部出されたが、日本では定価52,500円（税込特別価格）にも関わらず、約1日半で完売した。
三島没後45年の2015年には、パリのギャラリーSAGE Paris（1月22日-3月28日）と東京築地のふげん社（3月5日-3月31日）で「薔薇刑」展が開かれた。

## 作品評価・研究
『薔薇刑』は、「日本写真批評家協会」作家賞を受賞するなど反響を呼んだが、国内のみならず、ドイツでも評判となり、フランクフルトの国際図書展での人気を独占した。
安部公房は『薔薇刑』について、以下のような言葉を寄せている。
山中剛史は、三島が〈ぼくはオブジェになりたい〉と言って、「モノとしての強い存在感」を求めていたことや、世界旅行のギリシャで、〈美しい作品を作ることと、自分が美しいものになることとの、同一の倫理基準の発見〉をしたことを鑑みながら、『薔薇刑』で三島が、「作家という肩書きを取り去った三島自身の客観性を帯びたモノとしての肉体それ自体が求められ、筋骨逞しい自身の裸体を惜しげもなく曝すことで、三島は存在感の充溢を感じることとなる」とし、その後三島が「オブジェとしての三島像」として、矢頭保や篠山紀信の被写体となって、「最終的には自己のオブジェ化を突き詰め、果ては自己の死体（扮装）写真集『男の死』（未刊）として結実することとなる」と解説している。

## 刊行本の仕様
- 限定版『薔薇刑―細江英公写真集』（集英社、1963年3月25日） 3,500円
  - 撮影：細江英公。被写体：三島由紀夫。協力モデル：江波杏子、土方巽、元藤燁子、ほか
  - 装本・写真構成：杉浦康平。B3変型判。104頁。クロス装、ビニールカバー、段ボール蓋付機械函。
  - 序説：三島由紀夫「細江英公序説」。序文は3色刷。
  - 「序曲」「市民的日常生活」「哂う時計あるいは怠惰な証人」「さまざまな瀆聖」「薔薇刑」の5章からなる。
  - 限定1,500部（記番・署名入）。本扉の前に挿入されている短冊形薄紙（赤色）に「薔薇刑特装限定版 1,500部」とあり記番、三島、細江両者の署名が入っている。
- 『薔薇刑 新輯版―細江英公写真作品』（集英社、1971年1月30日） 28,000円
  - 撮影：細江英公。被写体：三島由紀夫。協力モデル：江波杏子、土方巽、元藤燁子、ほか
  - 装幀・装画・レイアウト：横尾忠則。題簽：三島由紀夫。A3変型判。104頁。天鵞絨装、布帙、段ボール外函。
  - 序説：三島由紀夫「細江英公序説」。付記：三島由紀夫「新輯版 薔薇刑について」
  - 三島の2つの文章は、横組みでそれぞれの英訳と交互に掲載。また、章見出し・目次・収録文章のタイトルに三島自筆文字を使用。
  - 口絵写真1葉（ステンレス板貼付）
  - 「海の目」「目の罪」「罪の夢」「夢の死」「死」の5章からなる。
  - ※ 1963年（昭和38年）3月刊『薔薇刑』とは、写真内容に変更あり（太陽の写真を一点加え、数点を削除）。
- 『薔薇刑・新版―細江英公写真集』（集英社、1984年9月25日） 4,800円
  - 撮影：細江英公。被写体：三島由紀夫。協力モデル：江波杏子、土方巽、元藤燁子、ほか
  - 装幀・写真構成：粟津潔。B4判。100頁。布装、銀色帯。
  - 序説：三島由紀夫「細江英公序説」。付記：細江英公「『薔薇刑』撮影ノート」
- 『薔薇刑・復刻版―細江英公写真集』（ニューアートディフュージョン、2008年11月11日） 55,000円
  - 撮影：細江英公。被写体：三島由紀夫。協力モデル：江波杏子、土方巽、元藤燁子、ほか
  - 装幀・写真構成：杉浦康平。B3変型判。104頁。クロス装、ビニールカバー、段ボール蓋付機械函。
  - 序説：三島由紀夫「細江英公序説」
  - 制作指揮：大沢類。監修：細江英公、杉浦康平
  - 限定500部。海外版(米国アパーチャー財団) 500部。原著サイン（細江英公、三島由紀夫）、カバー、段ボール外箱にいたるまでの完全復刻。
  - 復刻版奥付に細江英公のサイン、落款印、手書き番号入り。
- 英語版『Ba Ra Kei: Ordeal by Roses』（Aperture、2002年10月11日）
  - 撮影：細江英公。被写体：三島由紀夫。協力モデル：江波杏子、土方巽、元藤燁子、ほか
  - 100頁。ハードカバー、1984年版と同じ装幀。
  - 寄稿：Mark Holborn
- 『薔薇刑・二十一世紀版写真集』（株式会社YMP、2015年11月25日発売）細江英公氏直筆サイン入り　60,000円　  撮影：細江英公。被写体：三島由紀夫。　デザイン：浅葉 克己。